# Мушлер, Рейнхольд Конрад
Рейнхольд Конрад Мушлер (нем. Reinhold Conrad Muschler или нем. Reinhold Reno Muschler, 1883 — 1957) — немецкий ботаник и поэт. Сын оперного певца Конрада Мушлера и оперной певицы Эвелины Зольбриг.

## Биография
Рейнхольд Конрад Мушлер родился в 1883 году.  
Он был выдающимся систематиком флоры Северной Африки. Рейнхольд Конрад Мушлер работал также совместно с Эрнстом Фридрихом Гилгом (1867—1933) в обзоре флоры Патагонии. Мушлер внёс значительный вклад в ботанику, описав множество видов растений.  
Рейнхольд Конрад Мушлер умер в 1957 году. 

## Научная деятельность
Рейнхольд Конрад Мушлер специализировался на водорослях и на семенных растениях.  

## Некоторые публикации
- 1909. Gilg, E, RC Muschler. Phanerogamen. Blütenpflanzen. Ed. Leipzig, Quelle & Meyer. 53 il. 172 pp.
- 1912. A manual flora of Egypt. 2 vols. 421 pp.